# カラ・ホジョの戦い
カラ・ホジョの戦い（カラ・ホジョのたたかい、英語: Battle of Qara Qočo、中国語: 火州之戦）とは、1275年（もしくは1285年）に「カイドゥ・ウルス」に属するドゥア率いる軍団が天山ウイグル王国君主コチカル・テギンの拠るカラ・ホジョ（漢訳は高昌/火州）を包囲したことで起こった戦闘。6カ月にわたる包囲戦の末、コチカル・テギンは自らの娘を差し出すことでドゥアに軍を引かせたが、この戦いはこれ以後ウイグリスタンがドゥアらチャガタイ家によって領土が蚕食されていく象徴となる事件であった。
この戦闘については蒙漢合壁碑（ウイグル文字文と漢文の両方が記される碑文）の「高昌王世勲碑」と「西寧王忻都公碑」に記録されており、漢文とウイグル文字モンゴル文の両方で語られていることで知られている。

## 背景

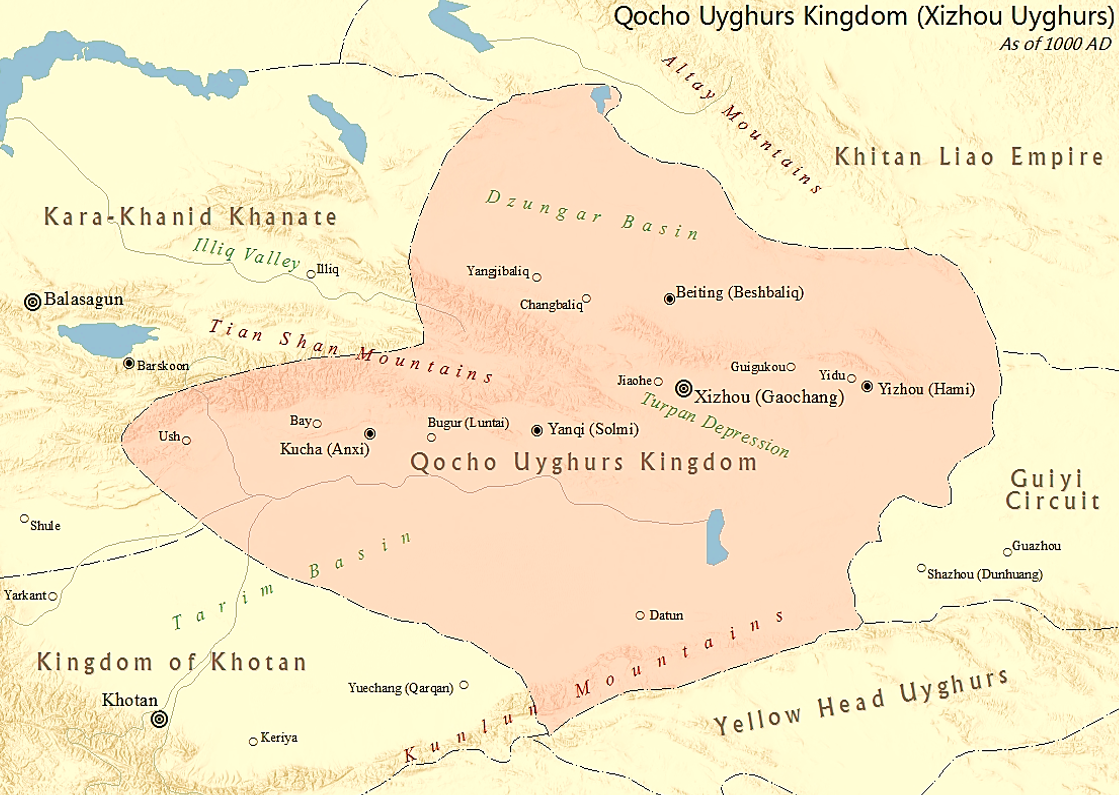
天山ウイグル王国の領域

11世紀より東部天山山脈一帯を支配する天山ウイグル王国（西ウイグル国）は、13世紀初頭にモンゴル帝国が成立するといちはやくこれに従属した。遠征による臣属ではなく、自ら進んでモンゴル帝国の傘下に入った天山ウイグルの君主（イディクート）バルチュク・アルト・テギンをチンギス・カンは高く評価し、自らの娘を与えて「五番めの子」と呼ぶなど、帝室に次ぐ高い地位を与えた。そのために天山ウイグルは高い自治を有したままモンゴル帝国の傘下に入り、東西交易が発展し、初期モンゴル帝国の官僚層に多くの人材を輩出するなど、モンゴル帝国内でも恵まれた地位におかれていた。
このような状況を大きく変化させたのが1260年に起こった帝位継承戦争で、ウイグリスタンは主戦場にこそならなかったものの、耶律希亮ら敗残兵が流れ込み不穏な情勢にあった。この内戦を経てクビライがカアンとなったものの、これ以後も中央アジアでは不安定な情勢が続き、イディクート政府は至元5年-至元13年の間に首都をビシュバリク（北庭）から東のカラ・ホジョ（高昌/火州）に移している。しかし、このようなイディクート政府の努力にもかかわらず、天山ウイグルはモンゴル高原本土を支配する勢力（クビライ家＝大元ウルス）と中央アジアを支配する勢力（オゴデイ家及びチャガタイ家）による、モンゴル内での内戦によって巻き込まれていくことになる。
帝位継承戦争後、中央アジアで自立したオゴデイ家のカイドゥは年代にチャガタイ家の領土を乗っ取り、かつてチャガタイ家当主であったバラクの子のドゥアを傀儡当主とした。中央アジアを平定し、「カイドゥの国（カイドゥ・ウルス）」とも呼ばれる強大な勢力を築き上げたカイドゥは、今度は東方の大元ウルスとの対立に力を入れ始めた。その一環として行われたのかドゥアとその弟のブスマによるカラ・ホジョ包囲であり、これは大元ウルスを宗主としチャガタイ・オゴデイ家に従わない天山ウイグル王国を「カイドゥ・ウルス」の陣営に引き入れるための戦いであった。

## 戦闘
ドゥア・ブスマ兄弟はかつてチャガタイ家当主であったバラクの子であるが、最初からカイドゥと従属していたわけではなかった。そもそも、バラクにイラン遠征を唆し、これに失敗して没落したバラクの勢力を墓奪したのがカイドゥであり、当初ドゥアは兄弟や他のチャガタイ家王族とともに中央アジアの覇権をめぐって抗争を繰り広げていた。しかし、カイドゥに度重なる敗北を喫したことでドゥアらチャガタイ家王族王族は分裂・弱体化し、ドゥアの兄のベク・テムルやチュベイ・カバン兄弟らがクビライの大元ウルスに亡命したのに対して、ドゥア・ブスマ兄弟は遂にカイドゥの下に降った。ドゥア・ブスマ兄弟がカイドゥに降ってから、最初の大規模な軍事行動が1275年（至元12年）のカラ・ホジョ侵攻であった。
「高昌王世勲碑」によるとドゥア・ブスマ兄弟は「12万」もの大軍を率いてウイグリスタンに現れ、1275年（至元12年）にカラ・ホジョを包囲したという。カラ・ホジョに到着したドゥアはコチカル・テギンに対して「アジキ・アウルクチら諸王は30万の兵を擁しながら我らに敗れ潰走した。爾は孤城でもってどうして我が攻撃をしのげようか」と語り、まずはコチカル・テギンに投降を呼びかけた。しかし、コチカル・テギンはこれを拒否して「忠臣は二主に仕えずと聞いている。それに自分は生きて家としていたこの城を、死んで墓場にすることができれば本望のいたりだ。何と言われてもお前たちに屈することはできない」と語ってこれを担否し、ここから6カ月にわたるカラ・ホジョ包囲戦が始まった。この間、アタイ・ブカなる武官（子孫が大元ウルスの高官となった）が矢石をものともせず奇功を挙げ、持節儀衛の官に任じられ「ダルハン」の号を与えられたことが記録されている。
カラ・ホジョは頑健な守りによってドゥア軍を寄せ付けなかったものの、長期にわたる包囲戦によって城民は疲弊し、食料の備蓄も底をつき始めた。頃合いを見計らってドゥアは城中に矢文を投げ入れ、自分もまたチンギス・カンの末裔であって、かつてチンギス・カンとバルチュク・アルト・テギンが姻戚関係を結んだように、コチカル・テギンが娘を妃として差し出せば兵を引とうと申し出た。これに対し、コチカル・テギンは「娘一人の命惜しさのために城民を見殺しにはできない。だがどうしてもドゥアと顔をあわせる気にはなれない」と語り、城民のために娘を差し出しても、ドゥアに投降することはできないという姿勢を示した。そこで、コチカル・テギンの娘は茵に包まれて城壁の上から縄でドゥア軍の下まで降ろされたが、カラ・ホジョの城門が開けられることは決してなく、やむなくドゥアはコチカル・テギンの娘を引き連れて軍を引いたという。
以上のような「カラ・ホジョの戦い」の顛末について、「高昌王世勲碑」は漢文とウイグル文で以下のように記録している。
ただし、結局イディクート政府はドゥアの撤退後カラ・ホジョを長くは維持できなかったようであり、「高昌王世勲碑」にはコチカル・テギンはクビライに謁見した後に「カラ・ホジョから東のハミルに移ったが、兵力はなお少なく、北方軍（カイドゥ軍）が至ると力を尽くして戦ったが、遂に戦死した」と記されている。カラ・ホジョ失陥の時期は明記されていないが、至元14年もしくは至元17年頃のことではないかと考えられている。

## 1285年（至元22年）説
この戦いの起った年次について、「高昌王世勲碑」には至元12年のことと明記されており、一般的には1275年に起こった事件であると考えられている。一方、清末民国初期の学者の屠寄以来、この事件を至元22年（1285年）に起こった事件とする見解がある。この説の論拠となるのが『元史』杭忽思伝の記述で、アスト（オセット）国主であったハングスの子孫バイダルは至元22年（1285年）にビシュバリク方面に出て、ドゥアとブスマ（禿呵・不早麻）と戦ったことが記録されている。また、『集史』「クビライ・カアン紀」には「クビライの治世の末、ドゥア率いる軍団にチュベイとアジキは敗れ、アジキは敗戦の責任を問われて笞討たれた」と記されるが、これに対応する記述として『元史』伯顔伝には「至元22年秋、宗王アジキが失敗を犯したため、バヤンに命じてその軍を代わりに統べさせた」とあり、両者を綜合すると「至元22年にアジキ軍がドゥア軍に敗れた」事件があったことがわかる。
更に、『元史』世祖本紀に至元22年10月に「カラ・ホジョ（合剌禾州）の民が餓えたため、牛等を供給した」とあることや、癸未（1283年）に大元ウルスからフレグ・ウルスに派遣されたイーサーが「2年（両歳）かけて帰還するまでの間、戦乱に遭遇した」ことなども、至元22年に中央アジアのウイグリスタンで大規模な軍事衝突があったことの傍証となる。以上の記述から、「1285年（至元22年）にドゥアとブスマの侵攻があった」ことは確実と考えられている。
ただし、以上の議論は「1285年（至元22年）にドゥアとブスマの侵攻があったこと」の証明にはなっても、「1275年（至元12年）にカラ・ホジョの戦いがなかったこと」の証明にはならないという問題がある。そのため、杉山正明や劉迎勝といったモンゴル史研究者は「1285年にドゥアとブスマの侵攻があったこと」は認める一方、「ドゥアとブスマの侵攻は1275年と1285年の2度あったかもしれない」可能性に触れつつ、「カラ・ホジョの戦い＝1285年説」には慎重な態度をとっている。

## カラ・ホジョの戦い以後のウイグリスタン争奪戦

14世紀以後のチャガタイ・ウルスの領域。ウイグリスタン（トゥルファン、ビシュバリク）が領域に入っている。

「カラ・ホジョの戦い」ではイディクートを降伏させることなくドゥアは退いたものの、ウイグリスタンをめぐるウルスと大元ウルスの争奪戦は以後も厳しさを増していった。ただし、この時期のウイグリスタン方面の情勢を語る史料は少なく、断片的なことしかわかっていないのが現状である。

### 13世紀末の攻防
「カラ・ホジョの戦い」に代表される1270年代〜1280年代のウイグリスタン攻防戦と同時期に、北方モンゴル高原においても「シリギの乱」と呼ばれる重大事件が起こっていた。「カイドゥの乱」が始まった当初、クビライは対抗策の一つとして末子のノムガン率いる大軍団をアルマリクに派遣していたが、この軍団に属していたシリギ、トク・テムルらトゥルイ系諸王が1276年に総可令ノムガンらを捕虜として蜂起した。この事件のために大元ウルスの対中央アジア戦略は大打撃を受け、クビライは崩壊したノムガン軍の代わりとしてホータンとビシュバリクに前線司令部を置いた。ただし、「シリギの乱」はモンゴル高原西部に領地を持つトゥルイ系諸王がカイドゥ・ウルスに投降するというもう一つの副産物をもたらし、このために大元ウルスとカイドゥ・ウルス間の戦争の主戦場は中央アジアからモンゴル高原西部に移った。
「シリギの乱」を経て相対的に重要度の下がった中央アジア戦線では、これ以後大規模な軍事衝突は3件ほどしか記録されていない。「シリギの乱」後、ウイグリスタンで最初に大規模な軍事行動を起こしたのはオゴデイ系グユク家のトクメで、1280年（至元17年）にトクメの掠奪によって荒廃したカラ・ホジョでは飢饉が起こり、3年に渡って免税が行われたと記録されている。次に大規模な衝突があったのは前述した1285年（至元22年）で、ドゥアとブスマ兄弟がアスト部のバイダルらと戦ったと記録されている。なお、この時の戦争は翌1286年（至元23年）まで続いたようで、ミンガンや李進といった軍人がビシュバリク（ビシュ・バルガス/別失八剌哈思）一帯で「カイドゥとドゥア（海都・篤娃）」の軍勢と戦ったと記されている。
一方、天山ウイグル王家は度重なる戦乱によってウイグリスタンに留まることができず、クムル（甘木里、モンゴル語ではハミル）から更に東方の永昌に移住することになった。永昌はかつての甘州ウイグルの故地でもあり、ウイグル人にとっては居心地の良い移住先であったため、ウイグル王家は永昌に根を下ろすことになった。ウイグル王家がクムルに移住し、その地でコチカル・テギンが死去した時期、その子のネウリン・テギンが永昌に移住した時期はいずれも不明であるが、「カラ・ホジョの戦い（至元12年）」以降、至元23年以前のことであると推測されている。
クビライ時代におけるウイグリスタン最後の軍事衝突は、1290年（至元27年）のジャンギ（章吉）によるクムル攻撃であった。「ジャンギ」はカイドゥ・ウルスに亡命したアリクブケの子のメリク・テムルの家臣と見られ、これを迎え撃ったのはチュベイ、バイダカンら大元ウルスに亡命したチャガタイ系諸王であった。杉山正明は以上のようなウイグリスタン攻防戦を総括して「（ウイグリスタン方面における）めぼしい軍事衝突は2・3回程度しかなかった」こと、戦闘そのものよりもカイドゥ・ウルスに対抗するためこの方面に配備されたチャガタイ系諸王がチュベイを頂点とするひとまとまりの勢力（チュベイ・ウルス）を形成したことがこの地方の歴史に多大な影響を残したことを指摘する。
以上のように、クビライの治世を通じてウイグリスタンでは大元ウルスとカイドゥ・ウルスの間で一進一退の攻防が繰り広げられ、両者の勢力はウイグリスタンで拮抗していた。これを裏付けるように、『集史』ではクビライの治世末期のこととして、 ウイグリスタンは「クビライとカイドゥ両方に属する状態にあった」と述べている。

### 「チャガタイ・ウルス」の復興
しかし、1293年にクビライが亡くなると中央アジア情勢は急変し、カイドゥが大元ウルス領への侵攻に失敗して亡くなると（テケリクの戦い）、チャガタイ家のドゥアが「カイドゥ・ウルス」を乗っ取り「チャガタイ・ウルス」を復興させた。復興したチャガタイ・ウルスは当初大元ウルスと友好関係にあったもののブヤント・カアン（仁宗アユルバルワダ）の代に関係が悪化し、ウイグリスタンは一時大元ウルスによって再占領された（エセンブカ・アユルバルワダ戦争）。
しかし、皇族のコシラがブヤント・カアン政権に叛乱を起こしてチャガタイ・ウルスに亡命すると、大元ウルス軍の中からトガチらがこれに合流し、中央アジア情勢は再びチャガタイ家に有利に傾いた（トガチの乱）。1328年にコシラがウルスから大元ウルスに帰還して即位すると（天暦の内乱）、チャガタイ家を即位の功労者として尊重した。コシラは即位直後に暗殺されてしまったものの、このような経緯から大元ウルスはチャガタイ家のウイグリスタン領有を正式に認めることになった。コシラの死後擁立されたトク・テムルの即位記念に『経世大典』という政書が編纂されたが、『経世大典』付随の地図（「経世大典輿地図」）にはウイグリスタンがチャガタイ・ウルス当主ドレ・テムルの領地であると明記されている。以後、この国境線は明朝とモグーリスタン・ハン国の関係にも引き継がれている。

### ウイグル語文書から見るウイグリスタン状勢
上述してきたようなウイグリスタンを巡る攻防の過程は、現存するウイグル語文書からも裏付けられる。例えば、1290年代〜1300年代頃に発行されたと見られるドゥアの名を権威の拠り所とする文書が現存しており、この文書の存在から13世紀末には既にドゥアの権威がウイグリスタンに浸透していたことが窺える。一方、この文書には「チャガタイ紋章」に代表されるチャガタイ家支配下の文書に特徴的な要素が欠けており、ウイグリスタンにおけるドゥアの権威は確固たるものではなかったことが示唆されるが、これは「13世紀末、ウイグリスタンはクビライとカイドゥ両方に属していた」とする『集史』の記述と合致する。
また、1320年代前半頃に発行されたと推測される「ヤリン文書」にはチャガタイ・ウルス支配下の文書の特徴が全く見られないが、これも「エセンブカ・アユルバルワダ戦争」によってウイグリスタンからチャガタイ家勢力が後退した史実と合致する。しかし、1320年代後半以後に発行されたとみられるウイグル語文書は形式の統一化が見られ、「チャガタイ紋章」も共通して見られるようになる。松井太は現存するウイグル語文書の内容から、チャガタイ家によるウイグリスタン支配はドゥア時代（13世紀末〜14世紀初頭）に既に始まっていた可能性を指摘しつつ、実効的支配はケベク（1320年代在位）の治世に始まったものと推測する。